# Ожмегов, Григорий Фёдорович

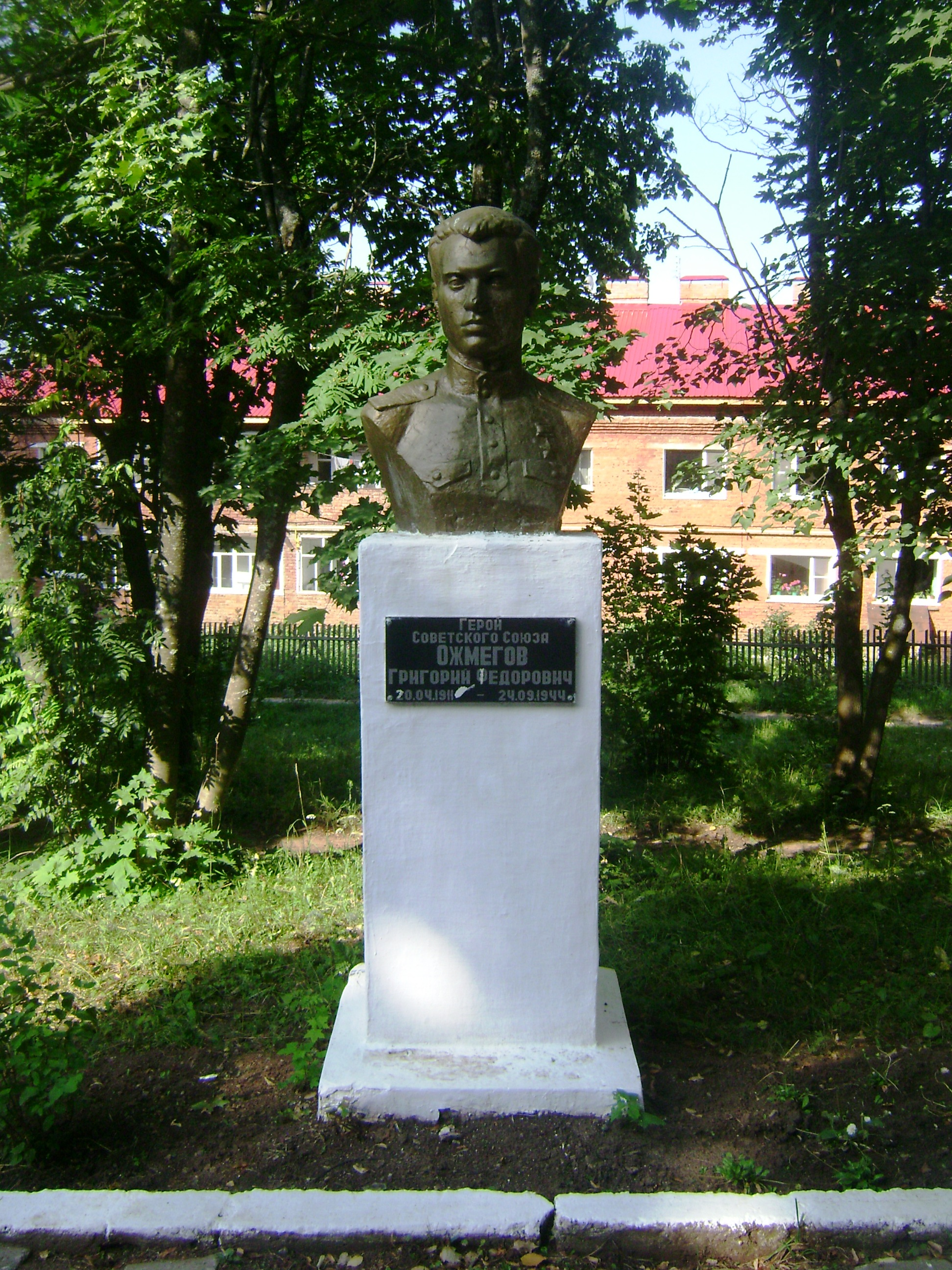

Григорий Фёдорович Ожмегов (2 апреля 1911, Ботаниха, Вятская губерния — 23 сентября 1944, Сату-Маре) — участник Великой Отечественной войны, Герой Советского Союза (1945, посмертно).

## Биография
Родился 2 апреля 1911 года в деревне Ботаниха Вятской губернии (ныне Красногорского района Удмуртии) в крестьянской семье. По национальности — русский.
В 1939 году окончил Пермский государственный университет по специальности инженер-геолог. Работал в Татарском геологическом тресте, с 1940 года — в одном из геологических трестов Киева.

### Великая Отечественная война
После оккупации Киева находился в партизанском отряде. После освобождения Киева в январе 1944 года призван в армию.
22 сентября 1944 года в бою за высоту у села Агриш в жудеце Сату-Маре в Румынии пробрался ко вражеским укреплениям и стал вести стрельбу и метать гранаты во вражескую огневую точку, заставив её временно прекратить стрельбу. Советская рота перешла в наступление. Опомнившиеся фашисты вновь начали стрельбу. Григорий Фёдорович, будучи раненым, повёл роту за собой, отстреливаясь до последнего, в общей сложности уничтожив 27 солдат противника и 2 огневые точки. Высота была взята. Григорий Фёдорович скончался от ран.

## Награды
- Медаль «Золотая Звезда» (24 марта 1945, № 8821);
- Орден Ленина.

## Память
- Бюст Григория Фёдоровича установлен в Аллее Героев города Воткинска[2], села Красногорское (на фото).
- Мемориальная доска установлена на здании Пермского государственного университета[3].
- 23 апреля 2010 года имя Героя было присвоено школе села Курья[4].